# L'Aiglon (chanson)
Pour l’article homonyme, voir L'Aiglon.
L'Aiglon (en russe Orlionok, Орлёнок) est une chanson soviétique très populaire, qui a laissé une marque notable dans l'histoire de l'URSS. Elle a été composée en 1936 par le poète Iakov Chvedov (ru) sur une musique du compositeur Viktor Bely (ru) pour la pièce de théâtre Khloptchik (« le petit garçon ») du dramaturge Mark Daniel (ru). Dans la pièce, la version originale de la chanson était en yiddish. 
Le héros de la pièce de Daniel s'inspire du propre frère de l'auteur, Karl, qui a émigré en Europe et a perdu contact avec sa famille. Selon Chvedov, la chanson est dédiée à Gerasim Feigin (ru), l'un des fondateurs du Komsomol.

## Histoire
La pièce de Mark Daniel en yiddish original s'appelait Zyamka Kopatch. Le motif du désir de liens familiaux brisés provient probablement de l'histoire familiale de Daniel. Le propre frère de l'auteur, Karl Liberté, a quitté l'URSS pour l'Europe en 1923 ; il perdit contact à la fois avec Mark, resté en URSS, et avec sa mère et sa sœur, qui émigrèrent aux États-Unis.
L'intrigue de la pièce raconte l'époque de la guerre civile en Biélorussie. Une ville non nommée, près de Molodetchno, est occupée par les troupes polonaises ; un orphelin de 15 ans, apprenti cordonnier et aujourd'hui soldat de l'Armée rouge, Zyamka Kopatch, va en prison avec ses camarades. Ayant appris que leur commandant Andrei Koudryavtsev risque d'être exécuté, Zyamka trompe les gardes, s'échappe de prison et contacte la clandestinité, ce qui repousse Koudryavtsev. En prison, Zyamka compose une chanson qui deviendra finalement l'hymne de la bande. La première version du texte appartenait à l'auteur de la pièce, qui utilisait le leitmotiv du poème de A. S. Pouchkine « Le Prisonnier ».
Pour la production à Moscou, le compositeur Viktor Bely a invité le poète Iakov Chvedov à réécrire la chanson, qui a ensuite gagné en popularité en URSS.

## Développements ultérieurs
La chanson a acquis une seconde vie pendant la Seconde Guerre mondiale ; elle s'est en effet particulièrement répandue parmi les groupes de partisans, auxquels elle servait à la fois d'hymne et de signe de ralliement. Dans les détachements partisans, c'était à la fois un mot de passe et une chanson d'escouade. En 1943, pour maintenir le moral des soldats de l'Armée rouge pendant la guerre, un livret contenant la chanson L'Aiglon fut envoyé aux troupes, tiré à 25 000 exemplaires.
Après la guerre, les membres du Komsomol de Tcheliabinsk ont érigé un monument au héros de la chanson en l'honneur du courage des jeunes combattants de la guerre civile. Il y a aussi des monuments à « L'Aiglon » à Zaporozhye et dans la ville de Pokrov.

## Littérature
- Белый В. А., Песни и хоры. Для голоса (хора) в сопровождении фортепиано (баяна). Предисловие автора / Составитель А. Тищенко. — М.: Советский композитор, 1978
- А. Царькова, «Нерасстрелянная песня. О подвиге артиста А. И. Окаемова: к 50-летию со дня гибели», Авангард (Ряжск), 23.2.1993 г.